# 東京大衆歌謡楽団
東京大衆歌謡楽団（とうきょうたいしゅうかようがくだん）は、昭和の流行歌などを演奏するバンドである。

## 来歴
- 以前は世界の民族音楽をテーマに、それらのルーツミュージックをストリートミュージックに落とし込む実験的な音楽活動をしていた[1]。
- 2009年4月、髙島孝太郎、雄次郎兄弟が高鳥を誘い、3人でバンドを結成。
- 同年12月16日、4曲入りミニアルバム『東京大衆歌謡楽団』をチェスターフィールドレコードより発売（CD、カセットテープ）[2]。
- 2010年、向井が加入したが、2011年に脱退。
- 2015年、高鳥が脱退。
- 2015年3月、ウッドベースに三男・龍三郎が加入。
- 2017年11月、バンジョーに四男・圭四郎が加入。
- 2021年現在、浅草や上野を中心に、街頭演奏や単独公演を行っている。

## 音楽・特徴
- 主に昭和の流行歌、唱歌をアコーディオン、ウッドベース、バンジョー等のアコースティック楽器で演奏する。

## メンバー
髙島孝太郎（タカシマ コウタロウ、1983年8月15日 - ）
ボーカル
髙島雄次郎（タカシマ ユウジロウ、1985年4月29日 - ）
アコーディオン
髙島龍三郎（タカシマ リュウザブロウ、1987年8月6日 - ）
ウッドベース
髙島圭四郎（タカシマ ケイシロウ、1989年11月28日 - ）
バンジョー

### 旧メンバー
高鳥（タカトリ、1979年 - ）
ウッドベース
向井（ムカイ、1980年 - ）
バンジョー

## ディスコグラフィ

### ミニアルバム
東京大衆歌謡楽団（2009年12月16日、チェスターフィールドレコード）
1. 東京ラプソディ
2. 森の小径
3. 啼くな小鳩よ
4. 美しき天然

コロムビア流行歌集〜旅の夜風〜（2014年12月17日、日本コロンビア）※CD
1. 旅の夜風
2. 青い背広で
3. サーカスの唄
4. 夕日は落ちて

### アルバム
街角の心（2015年6月17日、日本コロンビア）※CD
1. 東京ラプソディ
2. 一杯のコーヒーから
3. 青春のパラダイス
4. 長崎のザボン売り
5. 丘は花ざかり
6. 白い花の咲く頃
7. 或る雨の午後
8. 緑の地平線
9. 花の素顔
10. 急げ幌馬車
11. 旅の夜風
12. 何日君再来(ホーリーチンツァイライ)
13. 上海帰りのリル
14. 浅草の唄
15. 夢淡き東京
16. 誰か故郷を想わざる